# 横浜市立南瀬谷小学校
横浜市立南瀬谷小学校　（よこはましりつ みなみせやしょうがっこう）は、神奈川県横浜市瀬谷区南瀬谷一丁目にある公立小学校。略称は南小（なんしょう）。

## アクセス
- 相鉄本線三ツ境駅から、相模鉄道バス『南瀬谷小学校』ゆき（旭27）終点『南瀬谷小学校』徒歩1分。

## 沿革
- 1955年（昭和30年）3月1日 ‐ 起工式
- 1955年（昭和30年）7月2日 ‐ 横浜市立瀬谷小学校下瀬谷分校として開校
- 1959年（昭和34年）4月1日 ‐ 横浜市立南瀬谷小学校として発足、現行名へ

## クラブ活動
運動系
- バスケット（男・女）
- バドミントン
- 卓球
- ボールゲーム
- 陸上
- バトン

文化系
- 囲碁･将棋･オセロ
- 調理
- 手芸
- パソコン
- マンガ
- 科学
- イラスト

## 学校目標
みんなが　かがやく　みなみの子

## 学校周辺
- 横浜市立南瀬谷中学校
- 南瀬谷小学校コミュニティースクール

## 学校行事
運動会は『南小オリンピック』（2000年度より改称）。

## 著名な出身者
- 松本裕樹（プロ野球選手、福岡ソフトバンクホークス）

## 近隣の学校
- 横浜市立南瀬谷中学校
- 横浜市立瀬谷さくら小学校
- 横浜市立下瀬谷中学校